# 野口明 (教育者)
野口 明（のぐち あきら、1895年（明治28年）5月17日 - 1979年（昭和54年）9月3日）は、日本の官僚・教育者。お茶の水女子大学初代学長などを歴任した。

## 略歴
1895年、東京府東京市麹町区下六番町で陸軍に奉職する獣医・野口次郎三の子として生まれる。
番町学校、旧制暁星中学校、旧制第二高等学校（宮城県仙台市）文科独法（1916年卒）を経て、1919年に東京帝国大学法科大学政治学科を卒業。
同年、文部省に入省し、高等文官試験に合格。長崎県警務課長（1922年）、神奈川県警務課長（1923年）を経て、文部省普通学務局第三課長（1924年）、同庶務課長。
1925年に一木喜徳郎大臣の秘書官として宮内省入省。1927年の昭和天皇の即位後に侍従を務めた。二・二六事件では宮中に参内して籠城した。1936年に宮内省宗秩寮宗親課長。
1941年に帝室林野局管理部長となるが、1943年に阿刀田令造の後任として旧制第二高等学校校長となり教育界に転身。1949年にお茶の水女子大学学長、1962年に白梅学園短期大学学長にそれぞれ就任。
1971年から没時まで社団法人日本弘道会会長。
一方では小林新、大下藤次郎に師事した画家でもあり、1979年に『野口明画集』を刊行した。
晩年は千代田区六番町にて暮らした。1979年9月3日、膀胱癌のため東京都養育院附属病院にて死去。84歳。

## 親族
- 妻の喜代子は篠田治策の長女[6]。
- 長女の民子は警察官僚土田國保の前妻。民子が土田・日石・ピース缶爆弾事件の犠牲者となり死亡した際に、野口は「数万の教員に代わって逝ったことだろうから、民子も悔いてはいないだろう」と語っている[7]。
- 二女の友子は明の旧制第二高等学校時代の教え子で都立広尾病院院長・杉浦昌也の妻[8]。杉浦は音楽教師の子として新潟県新発田市に生まれ、仙台陸軍幼年学校、旧制長岡中学、二高を経て東大医学部卒[8]。1956年に友子と結婚し、1963年にハーバード大学研究員として夫婦で滞米ののち、東京都養育院附属病院を経て都立広尾病院勤務[8]。またその長男である杉浦克己 (栄養学者)は栄養学者・立教大学教授。
- 弟に菌類学者の今関六也[1]。

## 著書
- 『野口明画集』（1979年）野口明画集刊行会
- 『カムチャッカ訪問記』（1927年）
- 『追憶の二高』（2001年）里文出版

## 栄典
- 1940年（昭和15年）8月15日 - 紀元二千六百年祝典記念章[9]